# Sydgeorgien och Sydsandwichöarnas flagga
Sydgeorgien och Sydsandwichöarnas flagga antogs den 3 oktober 1985. Den är mörkblå med brittiska flaggan i översta vänstra hörnet, den så kallade Blue Ensign och Sydgeorgien och Sydsandwichöarnas vapen till höger.